# جسی والدز
جسی والدز (انگلیسی: Jesse Valdez؛ زادهٔ ۱۲ ژوئیهٔ ۱۹۴۷) بوکسور اهل ایالات متحده آمریکا است.